# رودلف موزر
رودلف موزر (بالألمانية: Rudolf Moser)‏ هو طبال ألماني، ولد في القرن العشرين.

## وصلات خارجية
- رودلف موسر على موقع ميوزك برينز (الإنجليزية)
- رودلف موسر على موقع ديسكوغز (الإنجليزية)